# Historia de la interfaz gráfica de usuario

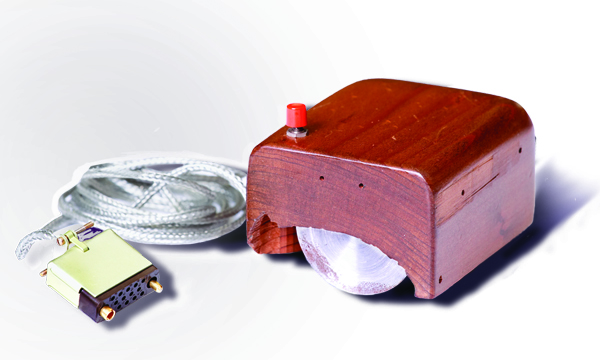
El primer prototipo de un ratón, diseñado por William English a partir de los borradores de Engelbart

La historia de la Interfaz gráfica de usuario, (a veces conocida como GUI, siglas de Graphical User Interface, Interfaz Gráfica de Usuario)entendida como el uso de iconos y un dispositivo apuntador para controlar una computadora, cubre un marco de cinco décadas de refinamientos incrementales, construido en algunos principios básicos constantes. Muchas proveedoras de sistemas operativos han creado su propio sistema de ventanas basado en código independiente, pero con elementos básicos en común que definen el paradigma WIMP (ventanas, iconos, ratón y dispositivo apuntador). Se han dado logros tecnológicos y mejoras en la interacción general en pequeños pasos sobre los sistemas anteriores y algunos avances significativos en términos de facilidad de uso, pero las mismas metáforas organizativas y los idiomas de interacción se siguen usando. Aunque muchos sistemas operativos con GUI son controlados mediante un ratón, el teclado también puede ser usado con los atajos de teclas o las teclas de cursor. Los desarrollos de interfaz descritos más adelante han sido resumidos y se han omitido muchos detalles en interés de la brevedad. La influencia de los videojuegos y el control por joystick han sido omitidos.

## Desarrollos iniciales
Los primeros dispositivos de información dinámica, como las pantallas de radar, donde los dispositivos de entrada eran usados para controlar directamente los datos creados por computadora, pusieron las bases para las posteriores mejoras en las interfaces gráficas Algunas de las primeras pantallas CRT usaban un lápiz óptico en lugar de un ratón como dispositivo apuntador.
El concepto de un sistema de ventanas multi-panel fue introducido por los primeros sistemas de representación gráfica en tiempo real para computadoras: el Proyecto SAGE y el Sketchpad de Ivan Sutherland.

### Aumento del Intelecto Humano (NLS)
El proyecto de Aumento del Intelecto Humano de Doug Engelbart en el Stanford Research Institute (en Menlo Park, EE. UU.) en la década de los 60 desarrolló el oN-Line System, que incorporaba un cursor manejado con un ratón y múltiples ventanas usadas para trabajar con hipertexto. Engelbart se inspiró en parte por la máquina de información de escritorio memex, sugerida por Vannevar Bush en 1945. Mucha de la investigación inicial estuvo basada en como los niños pequeños aprenden. Por lo que el diseño se basó en las primitivas infantiles de coordinación mano-ojo, en lugar de usar lenguajes de comandos, procedimientos de macros definidas por el usuario o transformaciones automatizadas de datos, usados más tarde por profesionales 
.

## Desarrollos iniciales

### Xerox PARC

#### Xerox Alto

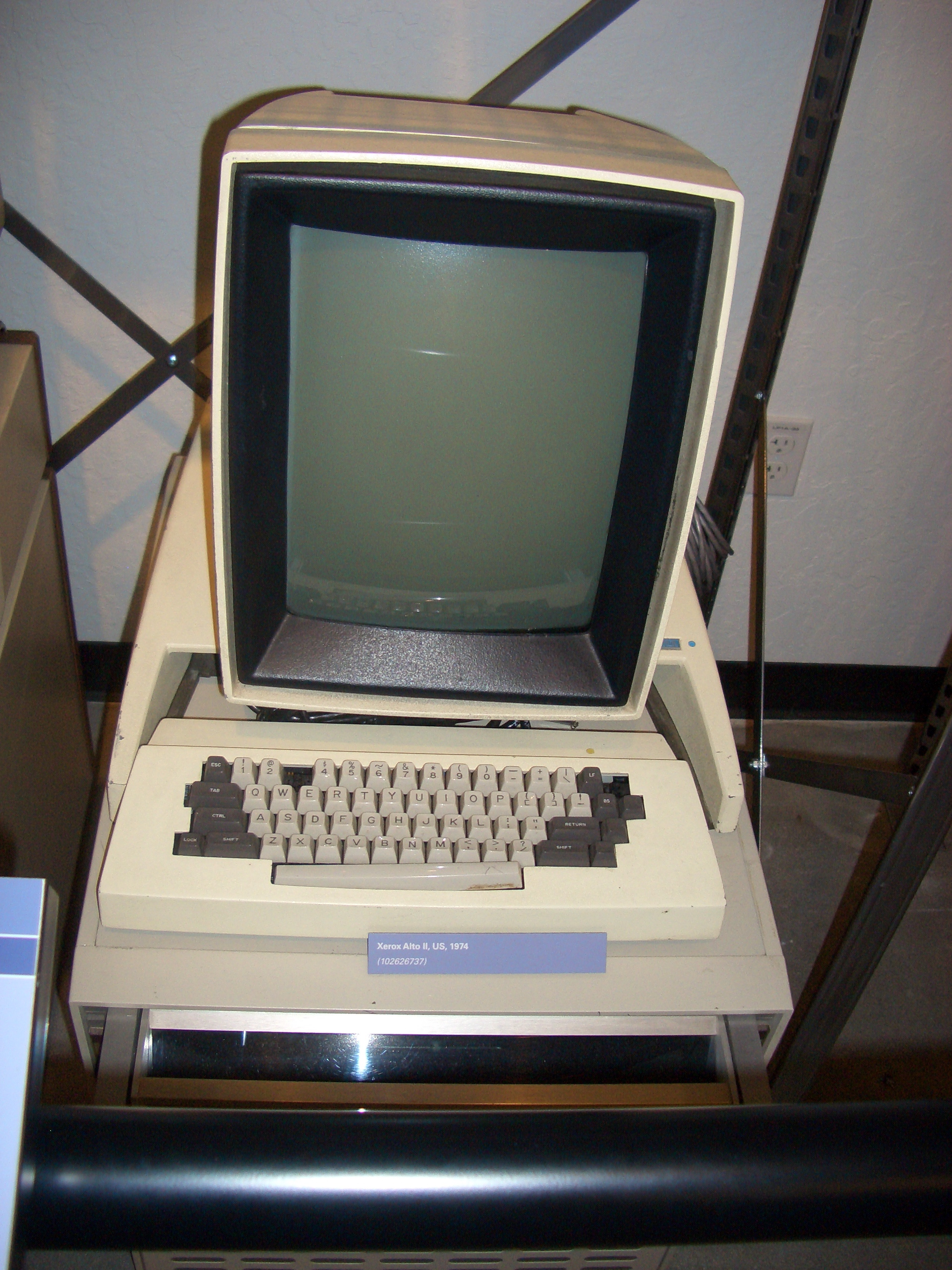
El Xerox Alto tenía un GUI inicial.

El trabajo de Engelbart llevó directamente a los avances en Xerox PARC. Mucha gente fue de SRI a Xerox PARC a principios de los años 70. En 1973, Xerox PARC desarrolló la computadora personal Alto. Tenía una pantalla de mapa de bits y fue la primera computadora en demostrar la metáfora de escritorio y la interfaz gráfica de usuario (GUI, graphical user interface). No fue un producto comercial, pero varios miles de unidades fueron construidas y fueron ampliamente utilizadas en PARC, al igual que en otras oficinas de Xerox y en varias universidades durante años. El Alto influencio en gran medida el diseño de las computadoras personales durante el final de los años 70 y el principio de los años 80, notablemente el Three Rivers PERQ, los Apple Lisa y Macintosh y la primera estación de trabajo de Sun Microsystems.
El GUI fue inicialmente desarrollado en Xerox PARC por Alan Kay, Larry Tesler, Dan Ingalls y algunos investigadores más. Usaba ventanas, iconos y menús, incluyendo el primer menú desplegable fijo, para dar soporte a comandos como abrir ficheros, borrar y mover ficheros, etc. En 1974 se comenzó en PARC a trabajar en Gypsy, el primer editor de texto gráfico WYSIWYG (What-You-See-Is-What-You-Get, "lo que ves es lo que consigues"). En 1975 los ingenieros de Xerox presentaron una demostración de un GUI "incluyendo iconos y el primer uso de menús emergentes".

#### Xerox Star
En 1981 Xerox presentó un producto innovador, el Star, incorporando muchas de las innovaciones de PARC. Aunque no fue un éxito comercial, el Star influenció de manera importante los futuros desarrollos, por ejemplo en Apple, Microsoft y Sun Microsystems.

### Apple Lisa y Macintosh (y después, el Apple IIgs)

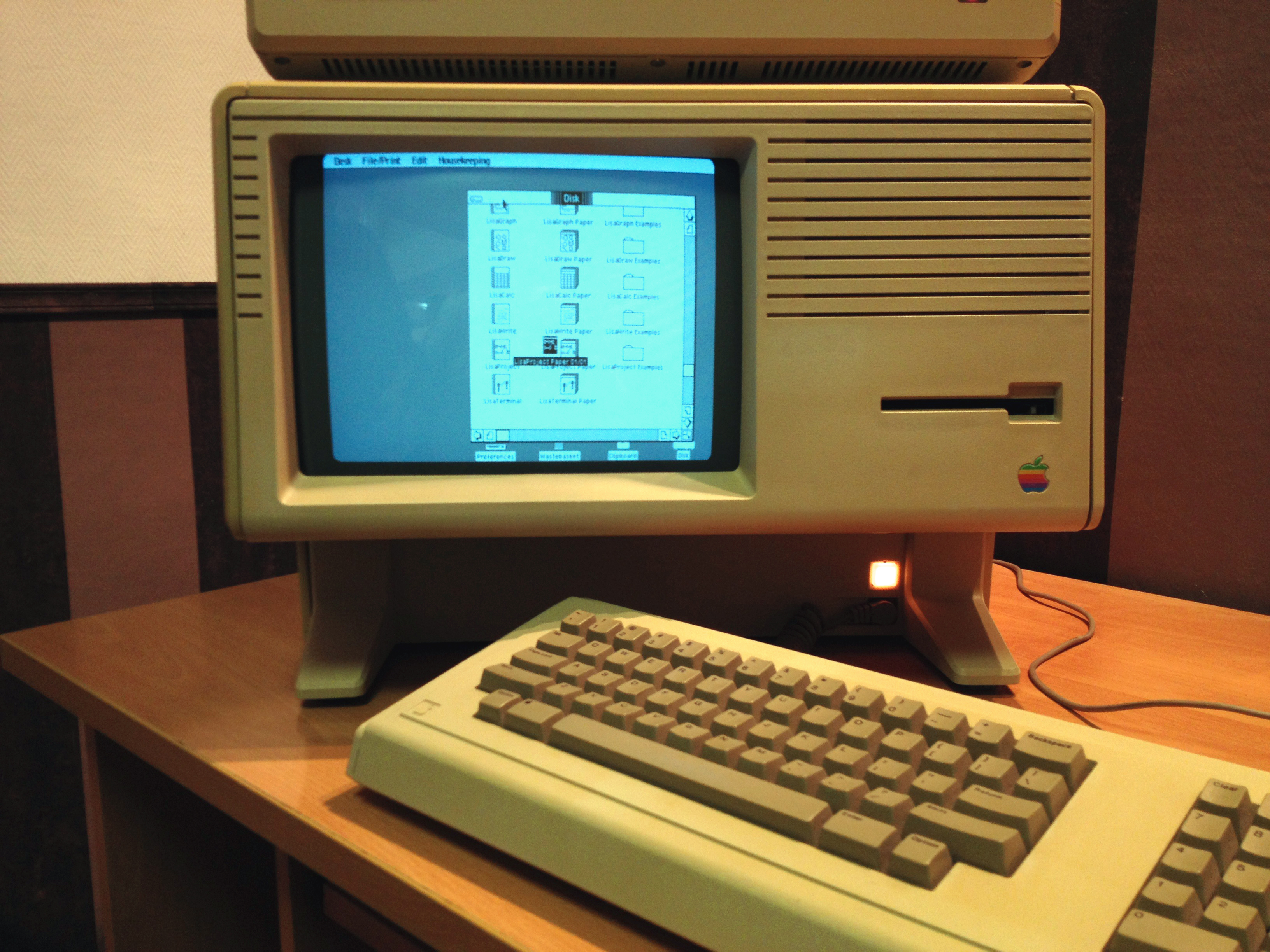
Apple Lisa de 1983.

Comenzando en 1979, diseñado por Steve Wozniak, comercializado por Steve Jobs y dirigido por Jef Raskin, los equipos del Apple Lisa y del Apple Macintosh (que incluían a antiguos miembros del grupo de Xerox PARC) continuaron desarrollando las ideas iniciadas en Xerox PARC. El Macintosh, lanzado en 1984, fue el primer producto comercial exitoso en usar un GUI de ventanas multipanel. Se usó una metáfora de escritorio, en la que los ficheros tenían el aspecto de hojas de papel. Los directorios usaban la imagen de una carpeta. Había un juego de accesorios de escritorio como la calculadora, el bloc de notas y el reloj de alarma que el usuario podía situar en el lugar de la pantalla que este quisiera; y se podían borrar archivos y carpetas arrastrándolos al icono de la papelera presente en la pantalla.
Aún hay alguna controversia sobre la influencia del trabajo de Xerox PARC, a diferencia de la investigación académica previa, tuvo en las GUIs de los Apple Lisa y Macintosh, pero está claro que la influencia fue extensa, ya que las primeras versiones de la GUI del Lisa incluso carecían de iconos. Este prototipo de la GUI era al menos manejado mediante el ratón, pero ignoraba completamente el concepto WIMP. Algunos raros pantallazos de las primeras GUIs de los prototipos del Lisa muestran el diseño inicial. Hay que notar también que los ingenieros de Apple visitaron las instalaciones de PARC (Apple se aseguró el derecho a la visita compensando a Xerox con un paquete pre-OPV de acciones de Apple) y un número de empleados de PARC posteriormente fueron a Apple a trabajar en las GUIs de Lisa y Macintosh. Aun así, el trabajo de Apple sobrepasó al de PARC considerablemente, añadiendo iconos manipulables y manipulación de arrastrar y soltar a los objetos en el sistema de ficheros (véase Macintosh Finder) por ejemplo. Una lista de mejoras hechas por Apple, más allá de la interfaz PARC, puede encontrarse en Folklore.org. Jef Raskin avisa de que muchos de los hechos referidos en la historia de PARC y el desarrollo de Macintosh son imprecisos, están distorsionados o son incluso invenciones, debido a la falta de uso por los historiadores de fuentes primarias.
En 1986 el Apple IIgs fue lanzado, siendo un modelo muy avanzado de la exitosa serie del  Apple II, basado en tecnología de 16 bits (de hecho, es dos máquinas virtuales en una). Se presentó con un nuevo sistema operativo, el Apple GS/OS, que incluía un GUI muy similar al Finder de Macintosh, capaz de manejar las habilidades gráficas avanzadas de su chip de vídeo (VGC, Video Graphics Chip)

### Graphical Environment Manager (GEM)
Digital Research (DRI) creó el Graphical Environment Manager (GEM) como un añadido para las computadoras personales. Fue desarrollado para trabajar sobre CP/M y MS-DOS en computadoras de negocios como las compatibles con la IBM PC. Fue desarrollada a partir de un software de DRI conocido como GSX, diseñado por un exempleado de PARC. La similitud con el escritorio de las Macintosh llevó a un juicio por el copyright con Apple y un arreglo que incluyó algunos cambios en GEM. Este fue el primero de una serie de juicios por parecidos relacionados al diseño de GUIs en los años 80.
GEM recibió un uso amplio en el mercado de consumo desde 1985, cuando se convirtió en la interfaz de usuario por defecto del sistema operativo Atari TOS en la línea de computadoras Atari ST. También fue incluido por otros fabricantes de computadoras y distribuidores, como Amstrad. Más tarde, fue distribuido con la versión del DOS de DRI mejor vendida para compatibles IBM PC, el DR-DOS 6.0. El escritorio GEM desapareció del mercado con la retirada de la línea Atari ST en 1992 y con la popularidad de Microsoft Windows 3.0 en los PC en esos mismos años.

### DeskMate
El DeskMate de la empresa estadounidense Tandy, apareció a principio de los años 80 en sus máquinas TRS-80 y fue llevado a las Tandy 1000 en 1984. Como la mayoría de GUIs de PC de su tiempo, dependía de un sistema operativo de disco como el TRS-DOS o el MS-DOS. La aplicación fue popular en su momento e incluía un número de programas como Draw, Text y Calendar, además de aplicaciones de terceros como Lotus 1-2-3 para DeskMate.

### Amiga Intuition y el Workbench
La computadora Amiga fue lanzada por Commodore en 1985 con un GUI llamado Workbench. Este está basado en un motor interno desarrollado mayormente por RJ Mical, llamado Intuition, el cual controla todos los eventos de entrada. Las primeras versiones usaron una paleta por defecto (azul, naranja, blanco y negro), seleccionada para tener un gran contraste en las televisiones y monitores de vídeo compuesto. Workbench presenta los directorios como cajones para encajar con el tema "banco de trabajo". Intuition es la  biblioteca de widgets y gráficos que hace que funcione el GUI. Es controlada por los eventos del usuario a través del ratón, el teclado y otros dispositivos de entrada.
Debido a un fallo del departamento de ventas de Commodore, los primeros floppies de AmigaOS (lanzados junto con el Amiga 1000) llamaban a todo el SO "Workbench". Desde entonces, los usuarios y la propia Commodore se comenzaron a usar "Workbench" como apodo para todo el AmigaOS (incluyendo el Amiga DOS, Extras,...). Esto continuó hasta el lanzamiento de la versión 2.0 del AmigaOS, que reintrodujo los nombres correctos en los floppies de instalación como AmigaDOS, Workbench, Extras, etc.
Comenzando con el Workbench 1.0, el SO trataba el escritorio como una ventana de fondo sin bordes maximizada en una pantalla vacía. Con la introducción del AmigaOS 2.0 el usuario pasó a poder seleccionar si la ventana principal del Workbench aparecía como una ventana normal, con bordes y barras de desplazamiento, mediante un ítem del menú.
El sistema también se puede iniciar en una interfaz de línea de Comandos (también conocida como CLI/shell), el cual es un entorno controlado por teclado y sin el GUI Workbench. Este puede ser cargado posteriormente con la instrucción "LoadWB".
Una de las principales diferencias con otros sistemas operativos de su momento (y de algún tiempo después) es su multitarea, un sistema de animación incluido usando un blitter por hardware y 4 canales de sonido de 26K y 8 bits. Esto hizo del Amiga la primera computadora multimedia años antes de cualquier otro sistema operativo.
Como la mayoría de GUI de su momento, Intuition sigue los pasos de Xerox y, a veces, los de Apple. Pero al incluir una línea de comandos se extiende dramáticamente la funcionalidad de la plataforma. Aun así, la CLI de Amiga no es solo un simple interfaz basado en texto como en MS-DOS, sino otro proceso gráfico controlado por Intuition y con los mismos gadgets incluidos en la biblioteca gráfica de Amiga. La interfaz de la CLI se integra con el Workbench compartiendo privilegios con el GUI.
El Workbench evolucionó durante los años 90 hasta mucho después del cierre de Commodore en 1994. Véase la siguiente sección.

### Gestores de ficheros y suites de utilidades de MS-DOS
Debido a que la mayoría de las primeras computadoras compatibles con la IBM PC carecían de cualquier verdadera capacidad gráfica (usaban el modo de texto básico de 80 columnas compatible con el adaptador de pantalla MDA original), una serie de administradores de archivos surgió, incluyendo el DOS Shell de Microsoft, que incluye elementos típicos de las GUI como menús, botones, listas con barras de desplazamiento y un puntero manejado mediante un ratón. El nombre interfaz de texto (TUI) fue inventado más tarde para nombrar a este tipo de interfaz. Muchas aplicaciones en modo de texto para MS-DOS, como el editor por defecto para MS-DOS 5.0 (y las aplicaciones relacionadas, como QBasic), también usaban la misma filosofía. El Shell del IBM DOS incluido con el IBM DOS 5.0 (1992 aprox.) soportaba tanto los modos de texto como los modos verdaderamente gráficos, haciendo que fuera un TUI y un GUI, dependiendo del modo elegido.
Los administradores de ficheros avanzados para MS-DOS eran capaces de redefinir las formas de los caracteres con los sistemas EGA y posteriores, permitiendo iconos básicos en baja resolución y elementos de interfaz gráfica, incluyendo una flecha, en lugar de un rectángulo coloreado, como puntero de ratón. Cuando el adaptador gráfico carecía de la habilidad de cambiar las formas de los caracteres, se usaba el juego de caracteres por defecto, CP437 encontrado en la ROM del adaptador. Algunas suites de utilidades populares para MS-DOS, como Norton Utilities y PC Tools usaban también estas técnicas.
DESQview fue un programa multitarea en modo texto presentado en julio de 1985. Funcionando sobre MS-DOS, permite al usuario hacer funcionar múltiples programas DOS de manera simultánea en ventanas. Fue el primer programa en llevar la multitarea y las capacidades de ventanas al entorno DOS en el que los programas DOS ya existentes podían ser usados. DESQview no es un verdadero GUI pero ofrece ciertos componentes de los mismos, como las ventanas superpuestas de tamaño modificable y el puntero por ratón.

### Aplicaciones bajo MS-DOS con GUIs propietarios
Antes de la era Microsoft Windows y con la falta de una verdadera GUI común bajo MS-DOS, la mayoría de aplicaciones gráficas que trabajaban con EGA, VGA y mejores adaptadores gráficos incluían GUIs propietarias. Una de las más conocidas entre estas aplicaciones era Deluxe Paint, un popular programa de dibujo con una interfaz WIMP típica.
El programa Adobe Acrobat Reader original para MS-DOS era capaz de funcionar tanto en el GUI Windows 3.x como en la línea de comandos de MS-DOS. Cuando se lanza desde la línea de comandos en una máquina con un adaptador VGA, muestra su propia GUI.

### Microsoft Windows (16-bit versions)
Windows 1.0, una GUI para MS-DOS, fue lanzado en 1985. La respuesta del mercado no fue muy entusiasta. Lo siguió Windows 2.0, pero no fue hasta 1990 con el lanzamiento de Windows 3.0, basado en Common User Access que su popularidad verdaderamente surgió. El GUI vio algunos rediseños menores desde entonces, principalmente la capacidad de usar redes de Windows 3.11 y su parche de 32 bits Win32s]. La línea de 16 bits de MS Windows terminó al presentarse Windows 95 y Windows NT, ambos de 32 bits, en los años 90.
La principal ventana de una aplicación dada puede ocupar la pantalla entera en modo maximizado. El usuario debe entonces cambiar entre aplicaciones maximizadas usando el atajo de teclado Alt+Tab; no hay una alternativa directa con el ratón, excepto restaurar el tamaño de la ventana. Cuando ninguna de las ventanas de aplicación abiertas está maximizada, se puede cambiar pulsando en alguna parte visible de la ventana que se quiere activar, al igual que se hace normalmente en otras GUIs.
En 1988 Apple demandó a Microsoft por infracción de copyright de la GUI del Apple Lisa y del Apple Macintosh. El juicio duró 4 años antes de que casi todas las reclamaciones de Apple fueran denegadas por un tecnicismo contractual. Las subsiguientes apelaciones de Apple fueron también denegadas. Microsoft y Apple aparentemente llegaron a un acuerdo final privado sobre el tema en 1997.

### GEOS
GEOS fue lanzado en 1986. Originalmente escrito para las computadoras de 8 bits Commodore 64 y, poco después, para la serie Apple II, fue más tarde portado a los sistema IBM PC y compatibles. Incluyó muchas aplicaciones, como un calendario y un procesador de textos, y una versión limitada sirvió como base para el cliente DOS de America Online. Comparado con el GUI competidor de Windows 3.0, podía funcionar razonablemente bien en hardware más simple. Pero estaba enfocado a las máquinas de 8 bits y la era de las computadoras de 16 bits ya estaba terminando.

### NeWS
El sistema NeWS (Network extensible Window System, sistema de ventanas extensible en red) basado en PostScript fue desarrollado por Sun Microsystems a mediados de los años 80. Durante bastantes años SunOS incluyó un sistema de ventanas combinando NeWS y X Window System. Aunque NeWS era considerado técnicamente elegante por algunos comentaristas, Sun terminó abandonándolo. A diferencia de X, NeWS fue siempre software propietario.

## Los años 90: Uso masivo del escritorio
La adopción masiva de la plataforma PC en las casas y pequeños negocios popularizó las computadoras entre la gente sin entrenamiento formal. Esto creó un mercado de rápido crecimiento, abriendo una oportunidad para la explotación comercial y de las interfaces fáciles de usar, haciendo que fuera económicamente viable el refinamiento incremental de las GUIs existentes para los sistemas domésticos.
También la extensión de las capacidades HiColor y TrueColor de las tarjetas gráficas, cada vez más rápidas, mostrando miles y millones de colores, junto con procesadores más rápidos, RAM más barata, dispositivos de almacenamiento hasta un orden de magnitud mayores (de megabytes a gigabytes) y mayores anchos de banda para redes de telecomunicaciones a menores costes ayudaron a crear un entorno en el que el usuario común era capaz de hacer funcionar GUIs complicadas que empezaron a favorecer la estética.

### Windows 95 yuna computadora en cada casa
Véase también Windows NT.
Después de Windows 3.11, Microsoft comenzó a desarrollar una nueva versión de consumo de su sistema operativo. Windows 95 consiste en la integración de los anteriormente separados MS-DOS y Windows en un único producto, incluyendo una versión actualizada de MS-DOS, habitualmente llamada MS-DOS 7.0. También incluye un rediseño significativo de la GUI, llamado Cairo. Mientras que Cairo nunca se materializó, partes de la misma aparecieron en Windows 95 y en versiones posteriores. Tanto Win95 como WinNT pueden hacer funcionar programas de 32 bits y pueden explotar las características del procesador Intel 80386, como la multitarea apropiativa y la capacidad de usar hasta 4GB de direccionamiento plano. Windows 95 se considera un sistema operativo de 32 bits pero está basado en realidad en un kernel híbrido (VWIN32.VXD) con la interfaz de usuario de 16 bits (USER.EXE) y la interfaz de dispositivos gráficos (GDI.EXE) de Windows for Workgroups (3.11), el cual tiene componentes del kernel de 16 bits con un subsistema de 32 bits (USER32.DLL y GDI32.DLL) que permite hacer funcionar aplicaciones nativas de 16 bits así como aplicaciones de 32 bits. En el mercado, Windows 95 fue un éxito sin precedentes, promoviendo una actualización general a la tecnología de 32 bits y en un año o dos después de su lanzamiento se convirtió en el sistema operativo más exitoso jamás producido.[cita requerida]
Windows 95 vio el inicio de la guerra de navegadores, cuando internet comenzó a recibir una gran cantidad de atención en la cultura popular y en los medios de masas. Microsoft al principio no vio el potencial en la red y Windows 95 fue lanzado con el servicio en línea propio de Microsoft, llamado The Microsoft Network, al cual solo se podía acceder por marcación directa y era usado principalmente para su propio contenido, sin acceso a internet. Al lanzarse versiones de Netscape Navigator e Internet Explorer muy rápido durante los siguientes años, Microsoft usó su dominio en el escritorio para empujar a su navegador y llevar la economía de la red prácticamente a un monocultivo.
Windows 95 evolucionó con el tiempo en Windows 98 y Windows ME. Este fue el último de la línea de sistemas operativos de Microsoft basados en Windows 3.X. Windows continuó por un camino evolutivo paralelo de 32 bits, donde Windows NT 3.1 (NT por Nueva Tecnología) fue lanzado en 1993, siendo un sistema operativo nativo de 32 bits con un nuevo modelo de controladores, basado en unicode y que provee una verdadera separación entre aplicaciones. Windows NT también soporta aplicaciones de 16 bits en un NTVDM, pero no soporta controladores basados en VXD. Windows 95 se suponía que tenía que lanzarse antes de 1993 como el predecesor de Windows NT. La idea era promover el desarrollo de aplicaciones de 32 bits con retrocompatibilidad, orientando el mercado hacia un lanzamiento exitoso de NT. Después de muchos retrasos, Windows 95 fue lanzado sin soporte de unicode y usando el modelo de controladores VXD.
Windows NT 3.1 evolucionó a Windows NT 4, Windows 2000, Windows XP, Windows Vista y Windows 7. A partir de Windows XP hubo versiones de 64 bits. Las versiones para servidor de Windows tienen su propia línea, iniciada con Windows Server 2003 (disponible en 32 y 64 bits, tanto en versión IA64 como en x64), siguiendo con Windows Server 2008 y Windows Server 2008 R2. Windows 2000 y XP comparten el mismo GUI básico, aunque XP incluye Estilos Visuales. Con Windows 98 se presentó el tema Active Desktop, permitiendo una aproximación por HTML al escritorio, pero esta característica tuvo poca acogida por los usuarios, que frecuentemente la desactivaban. Al final, Windows Vista dejó de incluirla pero presentó una nueva barra lateral en el escritorio.

### Mac OS
La GUI de los Macintosh ha sido pocas veces revisada desde 1984, con actualizaciones mayores incluyendo System 7. Este recibió su mayor revisión con la interfaz Aqua en el Mac OS X de 2001. Este es un nuevo sistema operativo construido principalmente sobre la tecnología de NeXTStep, con elementos del GUI del Mac OS original ingertados en él. Mac OS X usa una tecnología llamada Quartz para la representación de los gráficos y el dibujo en pantalla. Algunas características de la interfaz del Mac OS X son heredadas de NeXTStep (como el Dock, el cursor de espera automático o las ventanas con doble buffer dando una apariencia sólida y sin parpadeos al refresco de las ventanas), mientras que otras son heredadas del viejo sistema operativo Mac OS (la barra de menús sencilla). Mac OS X v10.3 presentó características para mejorar la usabilidad, incluyendo Exposé, que está diseñado para localizar más fácilmente las ventanas abiertas.
Con Mac OS X v10.4 se añadieron nuevas características, incluyendo el Dashboard, un escritorio alternativo para pequeñas aplicaciones de propósito específico, y una herramienta de búsqueda llamada Spotlight, que provee al usuario con la opción de buscar dentro de los ficheros en lugar de hojear entre carpetas.

### GUIs creados en el X Window System
En los primeros tiempos del desarrollo de X Window, Sun Microsystems y AT&T intentaron promocionar una norma de GUI llamada OPEN LOOK, en competición con Motif. OPEN LOOK fue una norma bien diseñada creada desde cero en conjunción con Xerox, mientras que Motif era un esfuerzo colectivo que encajó en su lugar, con un aspecto que seguía el de Windows 3.11. Muchos de los que trabajaron en OPEN LOOK apreciaron su coherencia en el diseño.[cita requerida] Motif prevaleció en la batalla de las GUI de UNIX y se convirtió en la base del Common Desktop Environment (CDE). CDE se basó en el VUE de Hewlett-Packard, que a su vez estaba basado en el aspecto de Motif.
A finales de los 90, hubo un crecimiento significativo en el mundo Unix, especialmente alrededor de la comunidad del software libre. Nuevos movimientos de escritorios gráficos crecieron en torno a Linux y a sistemas operativos similares, basados en el X Window System. Un nuevo énfasis en proveer una interfaz integrada y uniforme al usuario trajo nuevos entornos de escritorio, como KDE, GNOME y XFCE que superaron a CDE en popularidad tanto en Unix como en los sistemas operativos parecidos a Unix. El aspecto de XFCE, KDE y GNOME tienden a cambiar con más velocidad y menos codificación que los antiguos entornos OPEN LOOK y Motif.

### Amiga
En los 90 Commodore añadió mejoras al Workbench original, como el soporte para pantallas en HiColor, menús de contexto e iconos 2d en relieve con aspecto pseudo-3D. Algunos usuarios de Amiga prefieren interfaces alternativas al Workbench estándar, como el Directory Opus.
El uso de motores mejorados de GUI de terceras partes pasó a ser común entre los usuarios que prefirieron interfaces más atractivas como el propio hardware, como Magic User Interface (MUI) y ReAction. Estos motores gráficos orientados a objetos controlados por el usuario mediante clases y métodos de interfaz fueron posteriormente estandarizados en el entorno Amiga y transformaron el Amiga Workbench en una interfaz guiada moderna y completa, con nuevos accesorios, botones animados, iconos en color de 24 bits, incrementando el uso de imágenes de fondo de pantalla y ventanas, canales alfa, transparencias y sombras como requiere cualquier GUI moderna.
Derivados modernos del Workbench son Ambient para MorphOS, Scalos, Workbench para AmigaOS 4 y Wanderer para AROS.
El uso de motores gráficos orientados a objetos dramáticamente cambió el estilo de la GUI para ajustarse a las guías de estilo actuales.

### RISC OS
Las primeras versiones de lo que llegaría a ser RISC OS se conocieron como Arthur, las cuales fueron lanzadas en 1987 por Acorn Computers. RISC OS es un sistema operativo con GUI en color que usa un ratón de tres botones, una barra de tareas (llamada la barra de iconos) y un navegador de ficheros similar al de Mac OS. Acorn creó RISC OS en los años 80 para sus computadoras basadas en la arquitectura de procesadores ARM.
La GUI de RISC OS ha seguido desarrollándose desde la versión de 1987 hasta hoy día, donde las versiones 5 y 6 tienen una gran habilidad para personalizar la interfaz.

### OS/2
Originalmente un desarrollo conjunto de Microsoft e IBM para reemplazar el DOS, OS/2 versión 1.0 (1987) no tenía ninguna GUI. La versión 1.1, lanzada en 1988, incluía el Presentation Manager (PM), con un aspecto bastante similar al del posterior Windows 3.0. Después de la ruptura con Microsoft, IBM desarrolló el Workplace Shell (WPS) para la versión 2.0, lanzada en 1992), una GUI con un acercamiento bastante radical a la orientación a objeto. Microsoft más tarde imitó este enfoque en Windows 95.[cita requerida]

### NeXTSTEP
La interfaz de usuario de NeXTSTEP fue usada en la línea de computadoras NeXT. La primera versión mayor fue lanzada en 1989, usando Display PostScript para la representación gráfica. La característica más significativa de NeXTStep es el Dock, llevado con algunas modificaciones a Mac OS X, y otros detalles menores de la interfaz que algunos usuarios encontraron más fáciles de usar e intuitivos que las GUIs previas. La GUI de NeXTStep fue la primera en incluir el arrastre completo de las ventanas en su interfaz de usuario, en lugar de solo mostrar un recuadro vacío durante el arrastre, en una máquina comparativamente poco potente para lo normal actualmente, idealmente ayudada por hardware gráfico de altas prestaciones.

### BeOS
BeOS fue desarrollado en computadoras personalizadas basadas en procesadores Hobbit de AT&T, antes de cambiar a hardware PowerPC, por un grupo dirigido por el exejecutivo de Apple Jean-Loius Gassée como una alternativa a Mac OS. BeOS fue más tarde portado a hardware Intel. Usa un kernel orientado a objetos escrito por Be y no usa el X Window System, sino una GUI diferente escrita desde cero. Se hizo mucho esfuerzo por parte de los desarrolladores para hacerlo una plataforma para aplicaciones multimedia. Be Inc. fue adquirida por PalmSource, Inc. (Palm Inc. en aquel momento) en 2001. La GUI de BeOS aún vive en Haiku, una reimplementación en software de código abierto de BeOS.

## Tendencias actuales

### Interfaz de usuario 3D
.

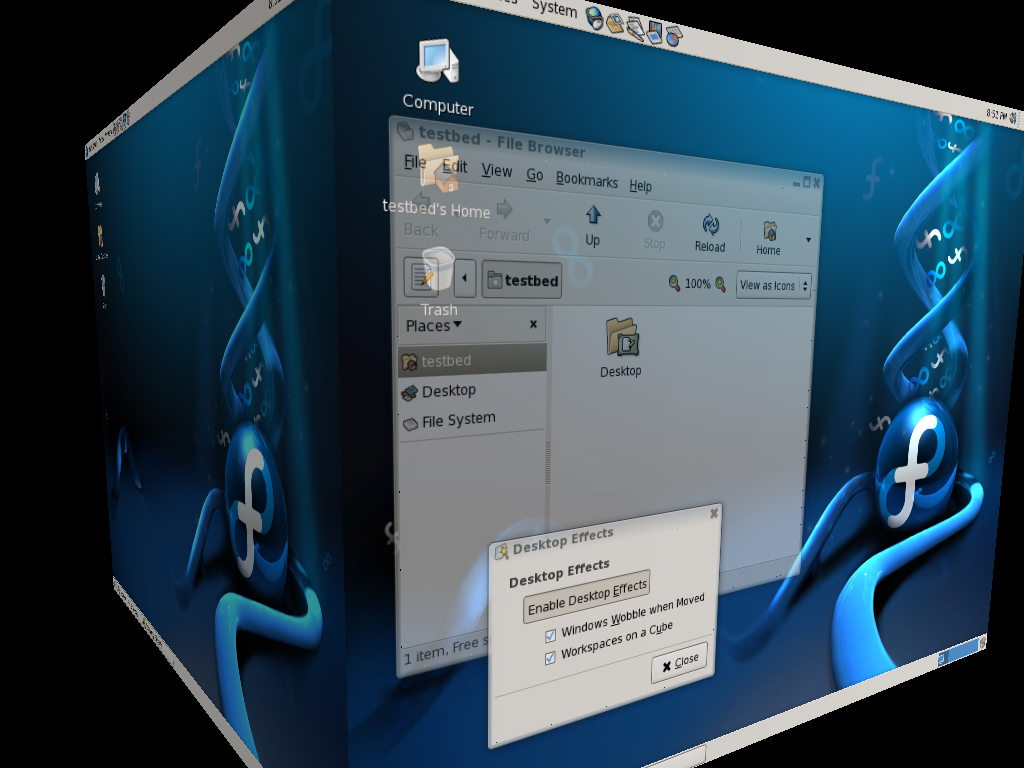
Compiz corriendo en Fedora Core 6 con AIGLX

En 2009, una nueva tendencia en tecnología de escritorio es la inclusión de efectos 3D en los gestores de ventanas. Esta está basada en la investigación experimental en diseño de la interfaz de usuario intentando expandir el poder expresivo de los toolkits existentes para mejorar las indicaciones físicas que permiten la manipulación directa. Nuevos efectos comunes a distintos proyectos son de escalado y zum, varias transformaciones de ventanas y animaciones (ventanas blandas, minimizaciones suaves hacia la bandeja del sistema, ...), composición de imágenes (usada para la sombra de las ventanas y para las transparencias) y mejorar la organización global de las ventanas abiertas (zum de los escritorios virtuales, cubo de escritorio, Exposé). El escritorio BumpTop, el cual es una prueba de concepto, combina una representación física de los documentos con herramientas para la clasificación de los documentos solo posible en el entorno simulado, como el reordenamiento instantáneo y la agrupación automática de documentos relacionados.
Estos efectos han sido popularizados gracias a la expansión del uso de las tarjetas de vídeo 3D (principalmente debido a los juegos), lo que permite un procesamiento visual complejo con un uso bajo de la CPU, usando la aceleración 3D de la mayoría de tarjetas gráficas modernas para representar los clientes de las aplicaciones en una escena 3D. La ventana de la aplicación es dibujada fuera de la pantalla en un buffer de píxeles y la tarjeta gráfica la representa dentro de la escena 3D.
Esto puede tener la ventaja de mover cierta parte de la representación de la ventana a la GPU de la tarjeta gráfica, en caso de que esta la posea, reduciendo por lo tanto la carga de la CPU principal.
Ejemplos de software con interfaz de usuario en 3D incluyen XGL y Compiz de Novell y AIGLX incluido en Red Hat Fedora. Quartz Extreme para Mac OS X y la interfaz Aero de Windows Vista y Windows 7 usan representación 3D para el sombreado y los efectos de transparencia al igual que Exposé y Windows Flip 3D. AmigaOS 4.1 usa la interfaz basada en vectores 2D Cairo integrada con el motor de composición de imagen acelerado por hardware 3D Porter-Duff, mientras su contraparte clónica MorphOS 2.0 incluye Ambient como una GUI 3D completa basada en un subconjunto de OpenGL. Windows Vista usa Direct3D para representar los efectos 3D.

### Dispositivos portátiles
Los dispositivos portátiles, como los reproductores MP3 y los teléfonos móviles han sido un área floreciente de evolución de las GUIs en los últimos años. A partir de mediados de los años 2000 una gran mayoría de los dispositivos portátiles han avanzado en resolución de pantalla y en tamaño, siendo la pantalla de 640x960 del iPhone un buen ejemplo. Debido a esto, estos dispositivos tienen sus propias interfaces de usuario famosas y sistemas operativos que tienen grandes comunidades homebrew dedicadas a crear sus propios elementos visuales, como iconos, menús, fondos de pantalla y más cosas. Las interfaces Post-WIMP se usan comúnmente en estos dispositivos móviles, donde los dispositivos apuntadores tradicionales requeridos para la metáfora del escritorio no son prácticos.